# アヤクーチョ
アヤクーチョ（Ayacucho (スペイン語発音: [aʝaˈkutʃo] ( 音声ファイル), ケチュア語: Ayak'uchu)）は、ペルー南部に位置する都市で、アヤクーチョ県の県都。人口11万8960人。アンデス山脈のマンタロ川の上流域、標高2731mに位置する。1825年まではワマンガと呼ばれていた。

## 歴史
15,000年以上前の人間の居住跡が、アヤクーチョの北約25kmの"Pikimachay"で発見されている。西暦500年から900年まで、インカ以前のアンデス地方に拠点をおいた最初の拡大型の帝国として知られている"Huari(Wari)"文化によって支配されていた。
インカ以前の何千年もの間、アヤクーチョ地域には、Wari、Chanka、Nascaといった様々な土着文化が根付いていた。
1540年4月25日、フランシスコ・ピサロによって、スペインの植民が開始され、この場所は、"サン・ホアン・デ・ラ・フロンテーラ・デ・フアマンガ (San Juan de la Frontera de Huamanga)"と名づけられた。マンコ・インカ・ユパンキに率いられたインカによるスペインへの反乱が続いたため、ピサロリマやクスコから来た少数のスペイン人を、このエリアに素早く居住させた。1544年5月17日の国王令により、アヤクーチョは、"La Muy Noble y Leal Ciudad de Huamanga (「フアマンガの最も高貴で忠誠心のある街」の意味)"の称号を与えられた。1677年7月3日、サン・クリストバル・デ・フアマンガ国立大学が創設された。
1825年2月15日、シモン・ボリバールは、街の名前をアヤクーチョに変更した。街の名前は、1824年にこの地で起きたアヤクーチョの戦いにちなんで名付けられた。12月9日、La Quinuaのパンパ地帯の付近で衝突は起きた。戦場において数多くの犠牲者を見て、市民はこのエリアをアヤクーチョと呼んでいた。ケチャ語で、"アヤ(aya)"は「死」を"kuchu"は「角(corner)」を意味している。アヤクーチョの戦いは、ペルー独立戦争におけるスペイン軍と愛国軍との間の最後の軍事的衝突であった。愛国軍の勝利が、ペルーおよび南アメリカの独立を確定させた。現在ボリビアの首都になっているラパスも、この戦い後、同じように「ラ・パス・デ・アヤクーチョ」（La Paz de Ayacucho、「アヤクーチョの平和」の意）と一時的に改名された。

## 経済
街の経済は農業と、繊維、窯業、皮革業、金銀線細工などの軽工業で成り立っている。また植民地時代に造られた33の教会と、1824年にアヤクーチョの戦いが起きたLa Quinuaの戦場の近くということが知られていて、このエリアの観光スポットとなっている。

## 教育
サン・クリストバル・デ・ワマンガ国立大学（1677年創立）がある。

## 姉妹都市
- テグシガルパ、ホンジュラス